# Мелани Клайн
Мелани Клайн (на немски: Melanie Klein) е австрийско-британска психоаналитичка от еврейски произход. Тя е основател на школата на обектните отношения в психоанализата. Макар че тя поставя под съмнение някои фундаментални допускания на Зигмунд Фройд, Клайн винаги се е смятала за верен привърженик на идеите на Фройд. Тя се отличава със специфичното си разбиране за психосексуалното развитие на децата и въвеждането на психоаналитичната практика с малки деца, което дотогава се считало, че не би имало терапевтичен ефект, дори за опасно. Много упорита и изискваща лоялност от последователите си, Клайн изгражда много влиятелна тренировъчна програма по психоанализата. Клайн е представена като проявление на „женския гений“ в тритомника на Юлия Кръстева посветен на тази тема.
Според Мелани Клайн едиповият комплекс се наблюдава много по-рано, отколкото Фройд е предполагал. Също така според нея при малките деца, веднага след раждането властват неконтролируеми нагони, целящи унищожаването на обекта, който по-късно пораждат вина и страхове, които, от своя страна, слагат началото на по-нататъшното психично развитие, на което се изграждат цялостните и пълноценни връзки с другите хора.

## Теория
Изследванията на Мелани Клайн, съсредоточени върху ранните конфликти, настъпващи в отношението майка – дете, ѝ позволяват да разграничи два момента през първата година от живота на детето, всеки от които се характеризира със специфично за него „отношение към обекта“ (тоест начин за възприемане на „обекта“, на разполагане спрямо него). Първият от тези моменти, наречен „параноидно-шизоидна позиция“, обхваща първите три-четири месеца от живота. През този период кърмачето установява отношения с „частичен обект“, главно майчината гърда, върху която са проектирани нагоните на либидото (инстинкт към живота) и „орално-садистичните“ агресивни нагони, които тогава са особено силни. По силата на това майчината гърда се разделя на „добър“ и „лош“ обект. Когато доставя удоволствие, тя е „добрата, обичана гърда“ и насочва нагона към живота навън; когато не носи удовлетворение, когато е фрустрираща, тя става „лоша, омразна гърда“, опора на агресивния нагон. Съответно на разцепването на обекта се извършва разцепване на Аза (един „добър Аз“ и един „лош Аз“) по такъв начин, че аспектите „добър“ и „лош“ да останат разделени и да не може да бъде унищожен „добрият обект“. След този период, към края на четвъртия месец и до края на първата година, една по-съвършена перцептивна организация позволява на бебето по-добре да определи своето място. То възприема своята майка в цялост като отделна от него личност, която ту присъства, ту отсъства, общувайки с други хора. Тъкмо тогава се затвърждава депресивната позиция, която достига кулминацията си към шестия месец. От този момент нататък нагоните на либидото и разрушителните нагони се насочват към „цялостния обект“. Същият „обект“, майката, е вече едновременно обичана и мразена. Детето опознава амбивалентността, която поражда чувството за вина. Оттам водят началото си реактивни формации като например желанието за възстановяване на щетите, които въображаемо ѝ нанася; механизмите на проекция отслабват, а на интроекция се засилват. Същевременно Аз-ът, който престава да бъде раздробяван на „добра“ и „лоша“ съставка, се стреми към по-голяма цялостност. Депресивната позиция е преодоляна, когато „добрият обект“ е интроектиран стабилно и трайно.
Според Клайн човек не напуска окончателно нито първата, нито втората фаза, достигащи връхната си точка в първото детство, и всеки в хода на живота си осцилира между двете позиции. На по-архаичната, тази, при която има надмощие разцеплението на обекта и на Аза, а защитните механизми са главно проекцията и интроекцията, съответства психотична структура, която се среща в зряла възраст при шизофрениите и параноидните субекти. На втората, при която Азът е обединен и защитни механизми са най-вече формирането на реакции, изолацията и така нататък, съответстват психични процеси, каквито се срещат при траура и депресивните състояния.
От друга страна, трябва да се отбележи, че Мелани Клайн свързва по време едиповия комплекс с втората фаза („депресивната позиция“), тоест с момента, в който може да се установи отношение с „цялостни личности“. На Мелани Клайн принадлежат следните трудове: „Детска психоанализа“ (1932), „Есета по психоанализа“ (1947), „Развитието на психоанализата“ (1952).